# یواس‌اس فیرم (ای‌ام-۴۴۴)
یواس‌اس فیرم (ای‌ام-۴۴۴) (به انگلیسی: USS Firm (AM-444)) یک کشتی بود که طول آن ۱۷۲ فوت (۵۲ متر) بود. این کشتی در سال ۱۹۵۳ ساخته شد.